# Ủy ban Thanh tra Xô viết Liên Xô
Ủy ban Thanh tra Xô viết Liên Xô (tiếng Nga: Комиссия советского контроля СССР, viết tắt KSK) là cơ quan thanh tra nhà nước ở Liên Xô. Nó được thành lập vào ngày 11 tháng 2 năm 1934 thay cho Bộ Dân ủy Thanh tra Công nhân và Nông dân (RKI) đã bị giải thể.

## Lịch sử
Ủy ban Thanh tra Xô viết là cơ quan chính kiểm tra việc thực hiện các quyết định của Hội đồng Dân ủy Liên Xô và việc chi tiêu ngân sách và các vật chất giá trị. Ủy ban, với tư cách là cơ quan quản lý toàn liên bang, thực hiện các hoạt động của mình thông qua bộ máy trung ương tại Ủy ban Thanh tra Xô viết, cũng như thông qua các ủy viên trong các nước Cộng hòa Liên bang và các nước Cộng hòa tự trị, krais và oblast. Các ủy viên được Ủy ban bổ nhiệm và miễn nhiệm thông qua phê chuẩn từ Hội đồng Dân ủy Liên Xô.

## Tái cấu trúc
Vào ngày 6 tháng 9 năm 1940, Ủy ban Thanh tra Xô viết được tổ chức lại thành Bộ Dân ủy Thanh tra Nhà nước (Наркомат государственного контроля) là một Bộ Dân ủy Cộng hòa-Liên bang.
Ngày 15 tháng 3 năm 1946, Ủy ban được chuyển thành Bộ Thanh tra Nhà nước (Министерство государственного контроля СССР) của Liên Xô.
Ngày 23 tháng 8 năm 1957 Bộ Thanh tra Nhà nước một lần nữa được tổ chức lại thành Ủy ban Thanh tra Xô viết (Комиссию советского контроля) thuộc Hội đồng Bộ trưởng Liên Xô.
Ngày 22 tháng 7 năm 1961, Ủy ban được tổ chức lại thành Ủy ban Thanh tra Nhà nước (Комиссию государственного контроля) thuộc Hội đồng Bộ trưởng Liên Xô.
Ngày 24 tháng 11 năm 1962, trên cơ sở Ủy ban Thanh tra Nhà nước thuộc Hội đồng Bộ trưởng và Ủy ban Kiểm tra Đảng thuộc Trung ương Đảng Cộng sản Liên Xô đã sát nhập thành Ủy ban Kiểm tra Đảng-Nhà nước (Комитет партийно-государственного контроля) trực thuộc Trung ương Đảng Cộng sản Liên Xô và Hội đồng Bộ trưởng Liên Xô.
Ngày 9 tháng 12 năm 1965, Ủy ban lại được chia tách thành đảng và nhà nước. Ủy ban Thanh tra Nhân dân Liên Xô (Комитет народного контроля CCCP) được thành lập và tồn tại cho đến ngày 26 tháng 12 năm 1990, khi Viện Kiểm tra Liên Xô (Контрольная палата СССР) được thành lập.
Luật thành lập cơ quan kiểm tra kinh tế và tài chính tối cao - Viện Kiểm tra Liên Xô - đã được Xô viết Tối cao thông qua vào tháng 5 năm 1991. Cơ quan này có được quyền kiểm soát việc khả năng sử dụng và hiệu quả các quỹ ngân sách của Liên bang trong tất cả các cơ quan chính phủ, không có ngoại lệ, hoạt động dưới sự hướng dẫn của Đại hội Đại biểu Nhân dân Liên Xô và chịu trách nhiệm về nó, là một pháp nhân.
Nó đã bị giải thể theo nghị quyết của Đoàn Chủ tịch Xô viết Tối cao Nga Xô ngày 3 tháng 2 năm 1992 liên quan đến việc chấm dứt sự tồn tại của Liên Xô.

## Lãnh đạo
Chủ tịch Ủy ban Thanh tra Xô viết thuộc Hội đồng Dân ủy Liên Xô
- Valerian Vladimirovich Kuybyshev (11 tháng 3 năm 1934 - 25 tháng 1 năm 1935)
- Nikolai Kirillovich Antipov (27 tháng 4 năm 1935 - 21 tháng 6 năm 1937)
- Stanislav Vikentyevich Kosior (19 tháng 1 năm 1938 - 3 tháng 5 năm 1938)
- Zakhar Moiseevich Belenky (15 tháng 5 năm 1938 - 23 tháng 4 năm 1939) (Quyền)
- Rosalia Samoilovna Zemlyachka (8 tháng 5 năm 1939 - 6 tháng 9 năm 1940)

Ủy viên Nhân dân Bộ Dân ủy Thanh tra Nhà nước Liên Xô
- Lev Zakharovich Mekhlis (6 tháng 9 năm 1940 - 21 tháng 6 năm 1941)
- Vasily Fedorovich Popov (22 tháng 6 năm 1941 - 15 tháng 3 năm 1946) (Quyền)

Bộ trưởng Bộ Thanh tra Nhà nước Liên Xô
- Lev Zakharovich Mekhlis (19 tháng 3 năm 1946 - 27 tháng 10 năm 1950)
- Vsevolod Nikolayevich Merkulov (27 tháng 10 năm 1950 - 22 tháng 5 năm 1953)
- Aleksander Semyonovich Pavelyev (23 tháng 5 năm 1953 - 16 tháng 12 năm 1953) (Quyền)
- Vasily Gavrilovich Zhavoronkov (16 tháng 12 năm 1953 - 21 tháng 11 năm 1956)
- Vyacheslav Mikhailovich Molotov (21 tháng 11 năm 1956 - 29 tháng 6 năm 1957)

Chủ tịch Ủy ban Thanh tra Xô viết thuộc Hội đồng Bộ trưởng Liên Xô
- Georgy Vasilievich Enyutin (18 tháng 12 năm 1957 - 22 tháng 7 năm 1961)

Chủ tịch Ủy ban Thanh tra Nhà nước thuộc Hội đồng Bộ trưởng Liên Xô
- Georgy Vasilievich Enyutin (15 tháng 8 năm 1961 - 24 tháng 11 năm 1962)

Chủ nhiệm Ủy ban Kiểm tra Đảng và Nhà nước thuộc Ban Chấp hành Trung ương Đảng Cộng sản Liên Xô và Hội đồng Bộ trưởng Liên Xô
- Alexander Nikolaevich Shelepin (23 tháng 11 năm 1962 - 9 tháng 12 năm 1965)

Chủ tịch Ủy ban Thanh tra Nhân dân Liên Xô
- Pavel Vasilievich Kovanov (9 tháng 12 năm 1965 - 22 tháng 7 năm 1971)
- Gennady Ivanovich Voronov (22 tháng 7 năm 1971 - 7 tháng 5 năm 1973)
- Alexei Mikhailovich Shkolnikov (26 tháng 7 năm 1974 - 27 tháng 2 năm 1987)
- Sergey Iosifovich Manyakin (27 tháng 2 năm 1987 - 7 tháng 6 năm 1989)
- Gennady Vasilievich Kolbin (7 tháng 6 năm 1989 - 26 tháng 12 năm 1990)

Chủ tịch Viện Kiểm tra Liên Xô
- Alexander Kondratyevich Orlov (16 tháng 5 năm 1991 - 3 tháng 2 năm 1992)